# Férias laborais
As férias laborais são um período de descanso periódico de trabalho, maior que um fim de semana. O período de férias varia de acordo com a legislação de cada país.

## Etimologia
"Férias" designa o período de descanso a que têm direito empregados, servidores públicos, estudantes etc., depois de passado um ano ou um semestre de trabalho ou de atividades. Provém do latim 'feria, -ae', singular de 'feriae, -arum', que significava, entre os antigos romanos, o dia em que, por prescrição religiosa, não se trabalhava.
A palavra latina encontra-se também na denominação dos dias da semana do calendário elaborado pelo imperador romano Constantino, no século III d.C., que os santificou com o nome de 'feria' e o sentido de "comemoração religiosa": 'Prima feria, Secunda  feria, Tertia feria, Quarta feria, Quinta feria, Sexta feria e Septima feria'. No século IV, ainda por influência da Igreja Católica, 'prima feria' foi substituído por 'Dominicus dies' (dia do Senhor) e 'septima feria' transformou-se em 'sabbatu', dia em que os primeiros judeus cristãos se reuniam para orar. A língua portuguesa foi a única a manter uma palavra derivada de 'feria' (no caso, "feira") para designar os nomes dos dias de semana.

## Brasil
No Brasil, a legislação trabalhista estabelece um mínimo de 30 dias consecutivos de férias após o período de doze meses de trabalho, sendo, este último, denominado "período aquisitivo". 
Portanto, todo empregado terá direito anualmente ao gozo de um período de férias, sem prejuízo da remuneração, computando-se, este período, inclusive como tempo de serviço. 
O objetivo do direito do empregado a férias é lhe conceder um justo e reparador descanso, não sendo permitida, portanto, a conversão de todo o período de férias em pecúnia, mas somente de um máximo de 1/3 do período.
A concessão das férias deverá ser comunicada ao empregado por escrito com antecedência mínima de 30 dias mediante aviso de férias em 2 vias, mencionando o período aquisitivo a que se referem e os dias em que serão gozadas, devendo, o empregado, dar ciência do recebimento do aviso.
O empregado em gozo de férias não poderá prestar serviços a outro empregador, exceto quando já exista contrato de trabalho regularmente mantido com aquele.

### Perda do direito de Férias
Quando o empregado tiver mais de 32 faltas não justificadas no período aquisitivo, ele perderá o direito às férias. É proibido o desconto de faltas, justificadas ou legais, do empregado ao serviço do período de férias

### Faltas Legais e Justificadas
São faltas legais e justificadas, sendo, portanto, considerados dias úteis:
- até 2 dias consecutivos, em caso de falecimento do cônjuge, ascendente, descendente, irmão ou pessoa que, declarada em sua Carteira de Trabalho e Previdência Social, viva sob sua dependência econômica;
- até 3 dias consecutivos, em virtude de casamento;
- por 5 dias, em caso de nascimento de filho;
- por 1 dia, em cada 12 meses de trabalho, em caso de doação voluntária de sangue devidamente comprovada;
- até 2 dias consecutivos ou não para o fim de se alistar eleitor, nos termos da lei respectiva;
- quando for arrolado ou convocado para depor na Justiça;
- durante o licenciamento compulsório da empregada por motivo de maternidade ou aborto, observados os requisitos para percepção do salário-maternidade custeado pela Previdência Social;
- no período de tempo em que tiver de cumprir as exigências do Serviço Militar referida na letra "c" do artigo 65 da Lei nº 4.375/64 (Lei do Serviço Militar);
- por motivo de acidente do trabalho ou enfermidade atestada pelo INSS, exceto se estiver afastado por período maior que seis meses, embora descontínuos, dentro do período aquisitivo;
- justificada pela empresa, entendendo-se, como tal, a que não tiver determinado o desconto do correspondente salário;
- durante a suspensão preventiva para responder a inquérito administrativo ou de prisão preventiva, quando for impronunciado ou absolvido;
- nos dias em que não tenha havido serviço, salvo quando durante o período aquisitivo o empregado tenha deixado de trabalhar, com percepção de salários, por mais de trinta dias;
- as horas em que o empregado faltar ao serviço para comparecimento necessário como parte na Justiça do Trabalho (Enunciado TST nº 155);
- o dia que tenha faltado para servir como jurado (arts. 430 e 434 do CPP);
- os dias que foi convocado para serviço eleitoral (Lei nº 4.737/65);
- os dias em que foi dispensado devido a nomeação para compor as mesas receptoras ou juntas eleitorais nas eleições ou requisitado para auxiliar seus trabalhos (Lei nº 9.504/97);
- os dias de greve, desde que haja decisão da Justiça do Trabalho dispondo que, durante a paralisação das atividades, ficam, mantidos, os direitos trabalhistas (Lei nº 7.783/89);
- período de frequência em curso de aprendizagem (Decretos-lei nºs 4.481/42 e 9.576/89);
- nos dias em que estiver comprovadamente realizando provas de exame vestibular para ingresso em estabelecimento de ensino superior;
- pelo tempo que se fizer necessário, quando tiver que comparecer em juízo;
- greve lícita, se deferidas, pelo empregador ou pela Justiça do Trabalho, as reivindicações formuladas total ou parcialmente;
- para os professores no decurso de 9 dias, as faltas verificadas por motivo de gala ou de luto, em consequência de falecimento do cônjuge, do pai ou mãe, ou de filho;
- outras convencionadas em acordo, convenção coletiva ou dissídio coletivo.

### Perda do Direito no Curso do Período Aquisitivo
Perderá o direito a férias o empregado que, no curso do período aquisitivo:
- deixar o emprego e não for readmitido dentro de 60 dias subsequentes à sua saída;
- permanecer em gozo de licença, com percepção de salários, por mais de 30 dias;
- deixar de trabalhar, com percepção do salário por mais de 30 dias em virtude de paralisação parcial ou total dos serviços da empresa, devendo o órgão local do Ministério do Trabalho ser comunicado, com antecedência mínima de 15 dias, das datas de início e fim da paralisação total ou parcial dos serviços da empresa, e, em igual prazo, comunicar nos mesmos termos, o sindicato representativo da categoria profissional, bem como afixar aviso nos respectivos locais de trabalho; e
- tiver percebido, da Previdência Social, prestações de acidente do trabalho ou de auxílio-doença por mais de 6 meses, embora descontínuos.

A interrupção da prestação de serviços deverá ser anotada na Carteira de Trabalho e Previdência Social.

### Início de Novo Período Aquisitivo
Novo período aquisitivo iniciará quando o empregado, após o implemento de quaisquer das condições ensejadoras da perda do direito, retornar ao serviço.

### Período de Concessão
A época da concessão das férias corresponderá ao melhor período de interesse do empregador, salvo as exceções.

### Início em sábado, domingo, feriado ou DSR
O início das férias não poderá coincidir com o sábado, domingo, feriado ou dia de compensação de repouso semanal, conforme o Precedente Normativo TST nº 100.

### Cancelamento ou Adiamento
Comunicado ao empregado o período do gozo de férias individuais ou coletiva, o empregador somente poderá cancelar ou modificar o início previsto se ocorrer necessidade imperiosa, e ainda assim, mediante o ressarcimento, ao empregado, dos prejuízos financeiros por este comprovados (Precedente Normativo TST nº 116).

### Menor estudante e Membros de uma mesma Família
O empregado estudante, menor de dezoito anos, terá direito a fazer coincidir suas férias com as férias escolares. Os membros de uma família, que trabalharem no mesmo estabelecimento ou empresa, terão direito a gozar férias no mesmo período, desde que não haja prejuízo para o serviço. 

### Fracionamento
A princípio, as férias deverão ser concedidas por ato do empregador, em um só período, durante o período concessivo. Somente em casos excepcionais as férias poderiam ser concedidas em dois períodos, um dos quais não poderia ser inferior a dez dias corridos. A partir da reforma trabalhista, surgiu a possibilidade - em comum acordo entre a empresa e o funcionário - do fracionamento em três períodos, sendo que um deles não poderá ser inferior a 14 dias corridos. É proibido, ao empregador, fracionar o período de férias dos empregados menores de dezoito anos e maiores de cinquenta anos.

### Conversão de 1/3 das Férias em Abono Pecuniário
O empregado tem a faculdade de converter 1/3 do período de férias em abono pecuniário. Para tanto, o abono de férias deverá ser requerido até 15 dias antes do término do período aquisitivo. Após este prazo, caberá, ao empregador, aceitar ou não a solicitação do empregado de converter 1/3 do seu direito em abono pecuniário.

### Remuneração de férias
Durante as férias, o empregado perceberá a remuneração que lhe for devida na data da sua concessão, mais 1/3 incidente sobre o total da remuneração devida. Assim, os empregados que recebem salário fixo terão a remuneração das férias calculada sobre o salário que percebem no momento da sua concessão.
Já os empregados que recebem comissões ou percentagem sobre vendas, a remuneração base para o cálculo das férias é a obtida pela média aritmética dos valores recebidos nos doze meses anteriores à concessão das férias.
Quando o empregado percebe salário fixo mais comissões, na média das comissões, será adicionado o valor do salário. Os adicionais por trabalho extraordinário, noturno, insalubre ou perigoso serão computados no salário que servirá de base ao cálculo da remuneração de férias, aplicados sobre o salário do momento da concessão das férias. Se, no momento das férias, o empregado não estiver percebendo o mesmo adicional do período aquisitivo, ou quando o valor deste não tiver sido uniforme, será computada a média duodecimal (12 meses) recebida naquele período. A remuneração dos tarefeiros, utilizada para o cálculo das férias, é obtida pela multiplicação da média das tarefas do período aquisitivo pelo seu valor na data da concessão.

### Mês de 28, 29 ou 31 Dias
Nos casos de gozo de férias com número de dias diferente de 30, devemos proceder ao cálculo pelo número exato do mês, fazendo a divisão do salário por 28, 29, 30 ou 31, conforme o caso. 

### 1/3 Constitucional
A Constituição Federal (art. 7º, XVII) assegura o gozo de férias anuais com, pelo menos, um terço a mais do salário normal (1/3 constitucional).

### Auxílio-Doença
O auxílio-doença é um benefício previdenciário devido ao segurado empregado que ficar incapacitado para o trabalho, a partir do 16º dia do afastamento das atividades. Os primeiros 15 dias de afastamento por motivo de doença, devem ser pagos pela empresa, e integram o tempo de serviço do empregado para todos os efeitos legais.

### Doença durante as férias
O empregado que ficar doente durante as férias não terá seu período de gozo suspenso ou interrompido. Após o término das férias, se o empregado continuar doente, começará a contar a partir dali os 15 dias para a empresa efetuar o pagamento, competindo à Previdência Social conceder o auxílio-doença previdenciário após referido período.

### Perda do Direito
O artigo 133 da Consolidação das Leis do Trabalho dispõe que não terá direito a férias o empregado que, no curso do período aquisitivo, tiver recebido, da Previdência Social, auxílio-doença, inclusive por motivo de acidente do trabalho, por mais de 6 meses, embora descontínuos.

#### Novo Período Aquisitivo
Ocorrendo a perda das férias em face de afastamento por motivo de auxílio-doença, por ocasião do retorno do empregado ao serviço, iniciar-se-á o decurso de novo período aquisitivo de férias.

### Prazo para pagamento
O pagamento das férias, do adicional de 1/3 constitucional e do abono pecuniário deverá ser feito até dois dias antes do início do período de férias, devendo, nesse momento, o empregado dar quitação do pagamento, em recibo, no qual deverão constar as datas de início e término do respectivo período. 

### Anotação na CTPS e na ficha de registro de empregado
O empregado, antes de entrar em gozo de férias, deverá apresentar sua carteira de trabalho e previdência social (CTPS) ao empregador para que seja anotada a respectiva concessão. As anotações na CTPS podem ser feitas também com o uso de etiquetas gomadas, autenticadas pelo empregador ou seu representante legal. O empregador, inclusive de microempresa e empresa de pequeno porte, deverá efetuar, também, a anotação devida no livro ou nas fichas de registro de empregado ou ainda no sistema informatizado, se for o caso. A perda do direito às férias, decorrente de percepção de auxílio-doença, bem como o novo período aquisitivo, também deverão ser anotados na CTPS e no Livro ou Ficha de Registro do empregado.

### Adiantamento da 1ª parcela do 13º salário
Fazem jus ao adiantamento da primeira parcela do 13º salário os empregados que gozarem férias a partir do mês de fevereiro do correspondente ano. O empregado que quiser receber a primeira parcela do 13º salário deverá requerê-la por escrito no mês de janeiro do ano correspondente.

### Serviço Militar Obrigatório
Durante o período de afastamento para o serviço militar obrigatório, não será computado o tempo para efeito de férias. Será computado o período anterior ao afastamento, desde que o empregado compareça à empresa dentro de 90 dias contados da respectiva baixa.

### Parto durante as férias
Se, durante as férias da empregada gestante, ocorrer o nascimento da criança, o gozo das mesmas ficará suspenso e será concedida a licença-maternidade. Após o término do benefício, as férias serão retomadas, efetuando-se o pagamento das diferenças salariais ocorridas durante o período da licença-maternidade, se for o caso.

### Aviso Prévio
O empregador deverá computar, como tempo de serviço para efeito de férias, o prazo do aviso prévio trabalhado e o indenizado pelo empregador. Lembrando que o aviso prévio não poderá ser concedido durante o período de férias. 

### Encargos Incidentes

#### INSS
Sobre a remuneração do gozo de férias e do respectivo adicional constitucional (1/3), incide a contribuição para o Instituto Nacional do Seguro Social (INSS) conforme a respectiva faixa. A base do salário de contribuição para se determinar a alíquota a ser aplicada inclui a remuneração do gozo das férias, do adicional de 1/3 constitucional e do salário do mês.

#### FGTS
Incide, normalmente, o Fundo de Garantia do Tempo de Serviço (FGTS) sobre a remuneração do gozo das férias e do seu respectivo adicional constitucional. A base de cálculo do FGTS é composta da remuneração do gozo das férias, do adicional de 1/3 constitucional e do salário do mês. A competência para recolhimento do FGTS sobre as férias se determina através do gozo. 

### Prescrição
As férias dos empregados urbanos e rurais prescrevem no prazo de cinco anos contados do término do período concessivo, ou após dois anos da extinção do contrato, ressalvado o empregado menor de 18 anos de idade, que não está sujeito a prazo prescricional.

## Portugal
Em Portugal, o código do trabalho estabelece o período de 22 dias úteis como limite mínimo do direito a férias, sendo esse limite susceptível de alargamento por efeito da assiduidade do trabalhador, no ano a que as férias se reportam. Este regime tem o objetivo subjacente de combater o absentismo através de um prémio aos trabalhadores que pode chegar a mais 3 dias de férias além dos 22 previstos na lei, permitindo assim até 25 dias úteis.

## No mundo
| País            | Duração |
| --------------- | --- |
| Alemanha        | >24 dias úteis, geralmente 30 (6 semanas de férias) e usufruídos no mesmo ano (uma média de 2,5 dias por mês trabalhado, que podem ser desfrutados imediatamente). |
| Arábia Saudita  | 15 dias. |
| Argentina       | 14 dias (se trabalhados mais de 6 meses) ou um dia para cada mês trabalhado (por períodos de menos de seis meses no ano). Aumentam os dias de férias ao ano conforme à antiguidade num emprego: - Mais de 5 anos de antiguidade correspondem a 21 dias consecutivos. - Mais de 10 anos de antiguidade correspondem a 28 dias seguidos. - Mais de 20 anos de antiguidade correspondem a 35 dias de calendário. A antiguidade só se conta em relação ao atual empregador, por isso, mudando de empresa, inicia-se a contagem em 14 dias de férias para o primeiro ano conforme as regras acima. Para não deixar dúvidas sobre a antiguidade, esta é levada à data de 31/12 / **** feriados anos correspondentes. |
| Austrália       | Não são obrigatórias, mas 4 semanas é o habitual. |
| Áustria         | 5 semanas. Para empregados antigos: 6 semanas. |
| Bahamas         | 2 semanas depois de um ano de trabalho. 3 semanas depois de cinco anos de trabalho. |
| Bélgica         | 20 dias, pagamento preferencial. |
| Bolívia         | <15 dias. |
| Brasil          | 30 dias corridos (aprox. 22 dias úteis), acumulados em um ano para ser usufruídos no seguinte. |
| Bulgária        | 20 dias úteis. |
| Canadá          | 2 semanas, determinadas pelo governo local. |
| Chile           | 15 dias contados de segunda até sexta-feira (ou seja, três semanas, mesmo se o horário de trabalho é de segunda a sábado). Adiciona-se um dia útil para cada 3 anos após o cumprimento de 10 anos de serviço com o atual empregador e empregadores anteriores. |
| China           | Não são obrigatórias. |
| Colômbia        | 15 dias úteis acordados com o empregador, remunerados integralmente. |
| Coreia do Sul   | 10 dias úteis. |
| Costa Rica      | Férias de duas semanas para cada 50 semanas trabalhadas continuamente, deliberadas em conjunto pelo empregador e pelo empregado no contrato de trabalho, conforme o Código do Trabalho de Costa Rica. |
| Cuba            | 24 dias úteis (exceto feriados). |
| Equador         | 15 em geral, mas depende da empresa onde se trabalha. |
| El Salvador     | 15 dias de calendário (exceto feriados). |
| Espanha         | 30 dias corridos, usufruídos no mesmo ano em que são acumulados. Em algumas convenções define-se em número de dias úteis: 22 dias úteis (exceto feriados). |
| Estados Unidos  | Não são obrigatórias, mas geralmente são de 10 dias úteis. |
| França          | 5 semanas (25 dias úteis). |
| Guatemala       | 15 dias úteis (exceto feriados). |
| Holanda         | 24 dias úteis. |
| Honduras        | 10 dias úteis de férias após o primeiro ano de trabalho contínuo. 12 dias úteis de férias após o segundo ano de trabalho contínuo. 15 dias úteis de férias após o terceiro ano de trabalho contínuo. 20 dias úteis de férias após o quarto ano de trabalho contínuo. - Isto se refere a um trabalhador da iniciativa privada (art. 346, Código do Trabalho) que trabalha na mesma empresa. Quando se muda de emprego, reinicia-se com 10 dias úteis de férias. |
| Hong Kong       | 7 dias. |
| Hungria         | 20 dias úteis e a cada três anos ganha-se o direito de um dia a mais. Quem trabalha nos finais de semana ou é chefe possui mais dias de férias. |
| Israel          | 14 dias. |
| Japão           | Incluindo licença médica, são 10 dias de férias pagas. Oficialmente, 5 semanas, em resposta ao problema da karoshi (morte por excesso de trabalho). |
| México          | 6 dias úteis no primeiro ano de serviço, aumentando dois dias a cada ano até 12 dias úteis (quarto ano trabalhado). A partir de então, aumentam 2 dias úteis a cada cinco anos, ou seja, do quinto ao nono ano são 14 dias, no décimo aumentam para 16 dias décimo, no décimo quinto para 18, no vigésimo a 20, etc. A antiguidade só se conta em relação ao empregador atual, por isso, mudando de empresa, começam novamente em seis dias de férias para o primeiro ano, conforme as regras acima. |
| Noruega         | 4 semanas e um dia (25 dias úteis). |
| Panamá          | 30 dias. Trabalhando menos de um ano, as férias são proporcionais: um dia de folga para cada 11 trabalhados. |
| Peru            | 30 dias de férias por ano de trabalho. |
| Porto Rico      | 15 dias. |
| Portugal        | 22 dias úteis. |
| Reino Unido     | 20 dias úteis. |
| República Checa | 4 semanas. |
| Rússia          | 4 semanas. |
| Singapura       | 7 dias. |
| África do Sul   | 21 dias. |
| Suécia          | 5 semanas. |
| Suíça           | 4 semanas. |
| Taiwan          | 7 dias. |
| Turquia         | 2 semanas - 3 por ter cinco anos ou mais de antiguidade. |
| Tunísia         | 30 dias úteis. |
| Ucrânia         | 24 dias. |
| União Europeia  | 4 semanas - mais em alguns lugares. |
| Venezuela       | 15 dias úteis no primeiro ano + um dia útil adicional para cada ano de trabalho na empresa, até um máximo de 30 dias. Trocando de emprego, começam novamente em 15 dias. |
| Uruguai         | 20 dias. A cada quatro anos de antiguidade, adiciona-se um dia de férias. Trocando de emprego, o número de dias de férias reinicia-se em 20. |
| Nicarágua       | 15 dias a cada seis meses. |